# سيبوسيسو هاديبي
سيبوسيسو هاديبي (بالإنجليزية: Edward Hadebe)‏ هو لاعب كرة قدم جنوب أفريقي في مركز نصف الجناح، ولد في 14 مايو 1987 في ستانديرتون ‏ في جنوب أفريقيا. لعب مع نادي أمازولو ونادي جامعة بريتوريا ونادي جومو كوزموز.

## وصلات خارجية
- سيبوسيسو هاديبي على موقع Soccerway.com (الإنجليزية)